# روابط فیلیپین و مالزی
روابط فیلیپین و مالزی (به انگلیسی: Malaysia–Philippines relations) (مالایی: Hubungan Filipina–Malaysia) به روابط دوجانبه بین دو کشور مالزی و فیلیپین اشاره دارد. سفارت فیلیپین در کوالا لامپور قرار دارد و مالزی در مانیل دارای سفارت و در شهر داوائو سیتی سرکنسولگری دارد. مردم دو کشور همجوار، دارای سابقه طولانی در روابط سیاسی و فرهنگی می‌باشند.
هر دو کشور از اعضاء بنیانگذار اتحادیه کشورهای جنوب شرق آسیا بوده و شریکان تجاری مهمی هستند.